# Пудожгорский
Пудожго́рский — посёлок в составе Пяльмского сельского поселения Пудожского района Республики Карелия.

## Общие сведения
Расположен на берегу реки Пудож, вблизи автодороги Пудож—Медвежьегорск.
5 июля 1940 года был издан приказ НКВД СССР «О строительстве Пудожгорского комбината». 28 июня 1941 года был издан приказ НКВД СССР «О прекращении работ по строительству НКВД в связи с началом войны», где упоминается «8. Пудожгорский металлургический комбинат».
Строительство посёлка для работников лесной промышленности началось в конце 1950-х годов.
В 6 км к югу от посёлка находится Пудожгорское месторождение титаномагнетитовых руд.

## Население
| 2002 | 2009 | 2010 | 2013 |
| ---- | ---- | ---- | ---- |
| 840  | ↘712 | ↘645 | ↘602 |

## Улицы
- ул. Каменистая
- пер. Каменистый
- ул. Лесная
- ул. Молодёжная
- ул. Набережная
- ул. Новая
- пер. Новый
- ул. Октябрьская
- ул. Ручьевая
- ул. Садовая
- ул. Центральная
- ул. Школьная